# Pollenia bicoloripes
Pollenia bicoloripes är en tvåvingeart som först beskrevs av Malloch 1931.  Pollenia bicoloripes ingår i släktet vindsflugor, och familjen spyflugor. Inga underarter finns listade i Catalogue of Life.